# Karel Kress
Karel Kress (16. července 1848 Seč u Blovic – 16. února 1922 Praha) byl český inženýr vodních staveb.

## Životopis
Narodil se v rodině Františka Josefa Kresse a Marie, rozené Jiříčkové. Po studiích na České technice šel Karel Kress ve stopách svého strýce Josefa, který projektoval železnice a byl v Praze také ředitelem Buštěhradské dráhy.
V roce 1882 si založil vlastní firmu, se kterou postavil poblíž Mariánských Lázní na počátku 90. let 19. století první zděnou přehradu v českých zemích. V letech 1902-1904 se podílel spolu se svým firemním partnerem Eduardem Bernardem na opravě pražského Karlova mostu, kdy jako první v českých zemích použili kesony. Dále se jejich firma podílela na budování pražské kanalizace a vodovodu, na vystavění pražského Mánesova mostu, rybníků u zámku Konopiště, pohyblivého jezu v Hradci Králové, pardubického vodovodu a od roku 1907 se pak věnovali regulaci středního toku Labe. Karel Kress je také autorem památkově chráněného vodovodního systému velkostatku v Lítni, v Praze-Košířích nebo chrudimského železobetonového věžového vodojemu.
Za 1. světové války se, po smrti Eduarda Bernarda, dvě menší Kressovy firmy transformovaly v akciovou společnost Kress. Za jejich, blíže nespecifikovanou činnost Karel Kress 22.7.1916 obdržel válečné vyznamenání čj.14555.

## Rodina
9. února 1891 se Karel Kress oženil v kostele sv. Tomáše v Praze s Bertou Babánkovou (*1864), manželé měli dvě děti: syna Karla (*1891) a dceru Bertu (*1893).  Od roku 1901 bydleli na Malé Straně v domě čp. 559/III v Chotkově ulici na Klárově.